# Kumār River
Kumār River är ett vattendrag i Bangladesh.   Det ligger i provinsen Khulna, i den centrala delen av landet, 100 km väster om huvudstaden Dhaka.
Trakten runt Kumār River består till största delen av jordbruksmark. Runt Kumār River är det tätbefolkat, med 982 invånare per kvadratkilometer.